# Vittorio Sbardella
Vittorio Sbardella (Roma, 8 gennaio 1935 – Roma, 26 settembre 1994) è stato un politico italiano, esponente della corrente andreottiana della Democrazia Cristiana, con cui è stato deputato alla Camera dal 1987 fino al 1994; ebbe diversi soprannomi ma il più noto era Lo Squalo.

## Biografia
Nato a Roma nel 1935, durante gli anni della gioventù aderisce a un movimento politico di destra, per poi avvicinarsi al Movimento Sociale Italiano (MSI), in cui è stato guardia del corpo del segretario Arturo Michelini, oltre che dirigente della Giovane Italia e del Fronte universitario d'azione nazionale; in seguito all'abbandono del Movimento Sociale Italiano partecipa al movimento politico democratico e presidenzialista Nuova Repubblica di Randolfo Pacciardi.
In seguito al fallimento dell'esperienza di Nuova Repubblica alle elezioni politiche del 1968, lascia provvisoriamente l'attività politica, iniziando così a praticare diversi lavori manuali (vendette anche bombole a Velletri o svolse la professione di fornaio a Cesano).
Nei primi anni settanta si iscrive alla Democrazia Cristiana (DC), avvicinatosi tramite il democristiano Ennio Pompei all'area politica riconducibile al sindaco di Roma Amerigo Petrucci, divenendo consigliere e assessore regionale del Lazio (1981-1983), e assumendo le cariche di vice-segretario regionale nel Lazio della DC dal 1976 al 1983, e infine segretario regionale stesso della DC laziale dal 1983 al 1986.
Alle elezioni politiche del 1987 viene eletto deputato alla Camera nella circoscrizione Roma-Viterbo-Latina-Frosinone per la DC con 125.000 preferenze, venendo riconfermato nel 1992; in entrambe le occasioni è stato il secondo degli eletti dietro a Giulio Andreotti nel 1987 (il più votato delle politiche) e Franco Marini nel 1992.
Editore del settimanale Il Sabato, all'interno della Democrazia Cristiana fece parte della corrente Primavera di Giulio Andreotti (chiamata semplicemente andreottiana), in cui si affiancò all'ombra di Petrucci, ed ebbe successivamente il ruolo di proconsole nel Lazio dopo Franco Evangelisti.
Dopo la nomina di Giulio Andreotti a senatore a vita, la corrente fu sottoposta a forti tensioni e scontri particolarmente aspri al fine di comprendere su chi dovessero convergere le forze, che portò Sbardella ad aprile del 1992 a fuoriuscire dalla corrente andreottiana, ormai ai ferri corti con Giuseppe Ciarrapico, Paolo Cirino Pomicino e Claudio Vitalone, dopo l'assassinio a Palermo dell'europarlamentare Salvo Lima (capo della corrente andreottiana in Sicilia e alleato di Sbardella, molto chiacchierato per via di presunti legami con la mafia).
Agli inizi del 1994, con lo scioglimento della DC, aderisce alla rinascita del Partito Popolare Italiano di Mino Martinazzoli, di cui ha fatto parte per pochi mesi prima della dipartita.
Sbardella è stato coinvolto nell'inchiesta di Mani pulite all'inizio degli anni novanta, in particolare sull'azienda Intermetro, venendo poi prosciolto con formula piena. Sbardella si è spento nella mattina del 26 settembre 1994 nella sua abitazione a Roma, a causa del peggioramento di un carcinoma polmonare, malattia di cui soffriva da diversi mesi.

### Vita privata
Era sposato con Nuccia e padre di due figli: Pietro e Maria Antonietta.

## Nella cultura di massa
Veniva soprannominato in modo sobrio "lo squalo", coniato dal giornalista Giampaolo Pansa durante il XVIII Congresso della Democrazia Cristiana per via del suo sguardo e della sua risata, ma prima di allora era noto con altri soprannomi come "la Belva" o "Pompeo Magno", quest'ultimo per quell'aria da guardiano del Pretorio e perché in via Pompeo Magno a Roma stava il suo quartier generale.
Il suo personaggio compare nel film Il divo di Paolo Sorrentino (basato sulla vita di Giulio Andreotti negli anni '90), dove viene interpretato da Massimo Popolizio.